# Konrad Siudowski
Konrad Siudowski (ur. 13 maja 1884 w Świerczynach, zm. 23 września 1958 w Toruniu) – polski ziemianin, działacz społeczny, polityk, senator w II RP, członek Rady Związku Powiatów Rzeczypospolitej Polskiej w 1933 roku.

## Życiorys

### Wykształcenie
Uczył się w gimnazjach w Pelplinie, Chełmnie i Brodnicy, gdzie zdał maturę w 1906 roku. Po odbyciu jednorocznej służby w wojsku niemieckim (1 października 1906 roku – 1 października 1907 roku) studiował przyrodę, ekonomię, filozofię i rolnictwo na Uniwersytecie w Halle, gdzie w 1911 roku obronił doktorat. Po studiach i praktykach rolniczych wrócił do ponad dwustuhektarowego majątku rodzinnego Przydatki, wykupionego od Niemców przez jego ojca pod koniec XIX wieku.

### Działalność niepodległościowa
Podczas I wojny światowej, od 2 sierpnia 1914 roku służył jako oficer kawalerii w niemieckiej armii, na froncie zachodnim. Od 1 kwietnia 1917 roku do końca wojny służył w Polskiej Sile Zbrojnej, w której był oficerem-instruktorem.
Po wybuchu rewolucji listopadowej (1918) w Niemczech powrócił na Pomorze, gdzie prowadził werbunek i uzbrojenie ochotników do Armii Wielkopolskiej.
27 czerwca 1919 roku zgłosił się do Wojska Polskiego, w którym do 15 czerwca 1920 roku służył jako dowódca taborów w Dywizji Pomorskiej. Następnie, do listopada 1920 roku, służył w randze podpułkownika (ze starszeństwem z dniem 1 czerwca 1919 roku) w Dowództwie Okręgu Generalnego Pomorze biorąc udział w wojnie polsko-bolszewickiej.
Od 1920 roku pozostawał w rezerwie jako podpułkownik w 8 Dywizjonie Taborów stacjonującym w Toruniu.

### Okres międzywojenny
Powróciwszy do rodzinnego majątku, rozwinął gospodarstwo w Przydatkach, które prowadził do wybuchu II wojny światowej. Jednocześnie działał m.in. w:
- organizował Związek Powstańców i Wojaków w okręgach Brodnica, Lubawa i Działdowo, był również jego prezesem,
- utworzył stowarzyszenie rolnicze „Producenci Rolni” w Brodnicy i przez 4 lata był jego prezesem,
- był członkiem Sejmiku Wojewódzkiego Pomorskiego,
- należał do Pomorskiej Izby Rolniczej (był jej członkiem zarządu i wiceprezesem),
- jako prezes stał na czele Federacji Polskich Związków Obrońców Ojczyzny,
- był przewodniczącym Pomorskiego Wydziału Wojewódzkiego,
- był przewodniczącym Komisji Samorządowej Wojewódzkiej Rady BBWR,
- pracował w zarządach wielu instytucji finansowych i gospodarczych,
- był w zarządzie Związku Rewizyjnego Samorządu Terytorialnego RP w Warszawie,
- został wybrany na III wiceprezesa Komitetu Wykonawczego Zjazdu Byłych Działaczy Niepodległościowych 24 lutego 1935 roku[2].

We wrześniu 1935 roku został senatorem IV kadencji (1935–1938) z województwa pomorskiego. W Senacie pracował w komisjach: administracyjno-samorządowej (był jej sekretarzem) i prawniczej.

### II wojna światowa i po wojnie
W kwietniu 1940 roku został aresztowany przez Niemców. Był więziony w obozach koncentracyjnych w Oranienburg-Sachsenhausen i Mauthausen-Gusen.
Po wojnie zamieszkał w Toruniu, gdzie był założycielem i później dyrektorem Centrali Nasiennictwa Ogrodniczego i Szkółkarstwa. Był rzeczoznawcą sądowym i współorganizatorem Pomorskiej Izby Rolniczej w Gdańsku.
Po śmierci w 1958 roku w Toruniu został pochowany w rodzinnym grobowcu na cmentarzu w Brodnicy.

## Życie prywatne
Był synem Waleriana i Marii z Szalińskich. W 1920 roku ożenił się z Heleną Peto (1894–1983), z którą miał czworo dzieci: Bogdana (1921–1992), żołnierza AK, dziennikarza i działacza społecznego, Aleksandrę (ur. 1922), późniejszą Nazarewską, Zbigniewa (ur. 1925) i Teresą (ur. 1929), późniejszą Muzyk.

## Ordery i odznaczenia
- Krzyż Kawalerski Orderu Odrodzenia Polski (8 listopada 1930)[5]
- Medal Niepodległości (27 czerwca 1938)[6][2]
- Złoty Krzyż Zasługi (22 kwietnia 1938)[7]